# Liste der Stolpersteine in Berlin-Neukölln
Die Liste der Stolpersteine in Berlin-Neukölln enthält die Stolpersteine im Berliner Ortsteil Neukölln im Bezirk Neukölln, die an das Schicksal der Menschen erinnern, die im Nationalsozialismus ermordet, deportiert, vertrieben oder in den Suizid getrieben wurden. Die Tabelle erfasst insgesamt 246 Stolpersteine und ist teilweise sortierbar; die Grundsortierung erfolgt alphabetisch nach dem Familiennamen.
| Bild | Name                       | Standort                          |  | Verlegedatum  | Leben |
| ---- | -------------------------- | --------------------------------- |  | ------------- | --- |
|      | Alice Abt                  | Karl-Marx-Straße 55               |  | 27. Okt. 2010 | Alice Abt wurde am 27. Februar 1908 in Berlin als Alice Lasker geboren. Sie wurde am 19. Februar 1943 mit dem 29. Osttransport nach Auschwitz deportiert, wo sie ermordet wurde. Der Stolperstein trägt fälschlicherweise den zusätzlichen Namen Marcus. |
|      | Friedrich Abt              | Karl-Marx-Straße 55               |  | 27. Okt. 2010 | Friedrich Abt wurde am 12. Mai 1899 in Göttingen geboren. Er wurde am 19. Februar 1943 mit dem 29. Osttransport nach Auschwitz deportiert, wo er ermordet wurde. |
|      | Anna Lotte Adler           | Donaustraße 12                    |  | 22. Mai 2025  | |
|      | Heinrich Adler             | Friedelstraße 47                  |  | 7. Juni 2013  | Heinrich Adler wurde am 31. Juli 1914 in Berlin geboren. Am 19. Oktober 1939 wurde er als jüdischer Psychiatriepatient in die Heilanstalt Buch eingewiesen. Er wurde am 10. Juli 1940 in die Tötungsanstalt Brandenburg verbracht, die verschleiernd offiziell als Landes-Pflegeanstalt Brandenburg a.H. bezeichnet wurde, und am gleichen Tag im Rahmen des nationalsozialistischen „Euthanasie“-Programms Aktion T4 durch Giftgas dort ermordet. Seine Eltern Simon und Rachel Adler tauchten Ende Februar 1943 in Berlin unter und konnten sich so bis April 1944 verstecken. Nach der Verhaftung von Rachel durch die Gestapo wurden beide in das KZ Auschwitz deportiert und dort ermordet. |
|      | Joseph Adler               | Donaustraße 12                    |  | 22. Mai 2025  | |
|      | Max Adler                  | Sanderstraße 20                   |  | 14. Nov. 2009 | Max Adler wurde am 15. September 1863 in Myslowitz geboren. Wann genau Max Adler nach Berlin kam, kann nicht mehr nachvollzogen werden. Seine letzte Arbeitsstelle vor seiner Pensionierung war die Firma Seldies und Ring. Max Adler war zu diesem Zeitpunkt bereits Witwer, seine drei Kinder galten als „Jüdischer Mischling ersten Grades“, somit wird seine Frau Martha Adler, geborene Hammer, also nicht jüdischen Glaubens gewesen sein. Er wohnte ab 1937 bei seiner Tochter Else, deren Ehemann bereits verstorben war. Max Adler wurde am 3. August 1942 mit dem 35. Alterstransport nach Theresienstadt deportiert, wo er am 7. Januar 1943 ermordet wurde. Auch seine drei Kinder – neben Else waren das Walter Adler aus Halensee und Charlotte Wolff aus dem Prenzlauer Berg – wurden in Konzentrationslagern ermordet. |
|      | Rachel Adler               | Friedelstraße 47                  |  | 7. Juni 2013  | Rachel Beile Rosa wurde als Kronthal am 25. September 1886 in Brzezany, Galizien geboren und am 3. Mai 1944 in das Vernichtungslager Auschwitz deportiert. Simon und Rachel waren um 1905 aus Galizien (Österreich-Ungarn) nach Berlin eingewandert. |
|      | Simon Adler                | Friedelstraße 47                  |  | 7. Juni 2013  | Simon Adler, geboren am 8. Oktober 1885 in Halytsch (Galizien), war Eigentümer des Hauses in der Schönleinstraße 17 in Kreuzberg. Bis circa 1938 wohnte er mit seiner Familie in der Dieffenbachstraße 40. Im Jahr 1938 wohnten sie in der Graefestraße 27 und ab 1939 in der Raumerstraße 41 in Prenzlauer Berg. 1943 tauchten Adler und seine Ehefrau Rachel in Berlin unter. |
|      | Martin T. E. Alexander     | Pflügerstraße 1                   |  | 8. Okt. 2011  | Martin Alexander wurde am 15. Januar 1882 geboren. Er wurde verhaftet und in das Gestapo-Lager Wuhlheide gebracht, wo er am 1. Mai 1942 für tot erklärt wurde. |
|      | Arno Aron Althof           | Hermannstraße 123                 |  | 7. Aug. 2014  | |
|      | Dorothea Althof            | Hermannstraße 123                 |  | 7. Aug. 2014  | |
|      | Karl Althof                | Hermannstraße 123                 |  | 7. Aug. 2014  | |
|      | Cäcilie Ascher             | Sanderstraße 14                   |  | 29. Nov. 2013 | |
|      | Lisette Ascher             | Jonasstraße 66                    |  | 8. Okt. 2011  | Lisette Ascher wurde am 31. Dezember 1864 in Lautenburg (heute Lidzbark in Polen) geboren. Sie wurde am 17. August 1942 mit dem 1. großen Alterstransport nach Theresienstadt deportiert, wo sie am 27. August 1942 ermordet wurde. |
|      | Oscar Ascher               | Sanderstraße 14                   |  | 29. Nov. 2013 | |
|      | Josef Basch                | Richardstraße 86                  |  | 29. Nov. 2012 | |
|      | Karoline Basch             | Richardstraße 86                  |  | 29. Nov. 2012 | |
|      | Olga Benario               | Innstraße 24                      |  | 10. Dez. 2007 | geboren am 12. Februar 1908 in München; ermordet am 23. April 1942 in der Tötungsanstalt Bernburg. Der Stolperstein wurde am 12. Februar 2008 feierlich eingeweiht. |
|      | Röschen Berliner           | Finowstraße 27                    |  | 27. März 2015 | Röschen Berliner wurde am 22. November 1867 in Kobylin geboren. Deportiert wurde Röschen Berliner mit ihrer Schwester Senni von der Schönhauser Allee 22 im Zug Da 502 am 17. August 1942 in das Ghetto Theresienstadt und am 9. September 1942 wurde sie dort von den Nazis ermordet. Ihre Nummer während des Transports war 3986. |
|      | Erwin Berner               | Sonnenallee 216                   |  | 18. Sep. 2020 | |
|      | Else Frieda Besser         | Kottbusser Damm 79                |  | 25. Juni 2023 | |
|      | Siegfried Besser           | Kottbusser Damm 79                |  | 25. Juni 2023 | |
|      | Berta Bikales              | Oderstraße 50                     |  | 14. Nov. 2009 | Berta Bikales wurde am 15. Februar 1896 in Boryslaw als Berta Bander geboren. Seit 1921 wohnte sie in Berlin, ab 1928 wohnte sie mit ihrem Ehemann Salomon Bikales und den beiden Söhnen Richard und Norbert in der Oderstraße 50. Berta Bikales wurde im Juni 1939 zunächst ausgewiesen. Im Jahr 1942 wurde sie im Vernichtungslager Belzec ermordet. |
|      | Salomon Bikales            | Oderstraße 50                     |  | 14. Nov. 2009 | Salomon Bikales wurde am 19. Februar 1887 in Lemberg geboren. Er wohnte seit 1912 in Berlin, ab 1928 wohnte er mit seiner Ehefrau Berta Bikales und den beiden Söhnen Richard und Norbert in der Oderstraße 50. Im Ersten Weltkrieg diente er als Feldwebel in der Österreichischen Armee. Am 28. Oktober 1938 wurde der Kaufmann im Rahmen der Polenaktion nach Bentschen abgeschoben, ihm gelang jedoch die Rückreise nach Berlin. Während die beiden Söhne des Ehepaares den Holocaust überlebten, wurden Salomon Bikales und seine Frau im Jahr 1942 im Vernichtungslager Belzec ermordet. |
|      | Vera E. Birkenfeld         | Wildenbruchplatz 10               |  | 29. Nov. 2012 | |
|      | Fritz Bischoff             | Weisestraße 9                     |  | 7. Aug. 2014  | |
|      | Georg Boas                 | Hermannstraße 48                  |  | 12. Sep. 2008 | Georg Boas wurde am 5. April 1901 in Grätz (heute Grodzisk in Polen) geboren, er wohnte zusammen mit seiner Mutter Jenny Boas in der Hermannstraße 48. Er wurde am 3. März 1943 mit dem 33. Osttransport nach Auschwitz deportiert, dort ist er verschollen. |
|      | Hellmut Bock               | Fuldastraße 55                    |  | 18. Sep. 2020 | Am 25. Februar 1907 in Zittau geboren, war Bock schon in jungen Jahren in der Sozialdemokratie tätig. Aufgrund seines Widerstandes gegen das Naziregime wurde er erstmals am 22. September 1934 in Berlin-Neukölln verhaftet. Im März 1935 wurde er von den Nationalsozialisten wegen Hochverrats zu fünf Jahren Zuchthaus verurteilt. Nach Verbüßung seiner Haftstrafe in verschiedenen Zuchthäusern und Gefängnissen ließ die Gestapo ihn nicht frei, sondern überstellte ihn am 30. November 1939 ins Konzentrationslager Sachsenhausen. Hellmut Bock verstarb am 13. Mai 1997 im Alter von 90 Jahren. |
|      | Jenny Boas                 | Hermannstraße 48                  |  | 12. Sep. 2008 | Jenny Boas wurde als Jenny Holländer am 6. November 1873 in Bütow geboren, sie wohnte zusammen mit ihrem Sohn Georg Boas in der Hermannstraße 48. Sie wurde am 16. Juni 1943 mit dem 91. Alterstransport nach Theresienstadt deportiert, dort starb sie am 20. August 1943. |
|      | Fritz Paul Bräuer          | Pflügerstraße 8                   |  | 8. Sep. 2022  | |
|      | Rosalie Rahel Brühl        | Biebricher Straße 6               |  | 7. Juni 2013  | |
|      | Augusta Bujakowski         | Karl-Marx-Straße 190              |  | 9. Sep. 2017  | |
|      | Hans Adolf Bujakowski      | Karl-Marx-Straße 190              |  | 9. Sep. 2017  | |
|      | Helga Bujakowski           | Karl-Marx-Straße 190              |  | 9. Sep. 2017  | 1938 flohen auch die Familienmitglieder Hans, Augusta und Helga Bujakowski von Deutschland in Richtung Liverpool / England (dort änderte die Familie ihren Namen in BOYER) und von dort in die USA. Dank an Helga und ihren Kindern Vivien und Phil für alle Informationen und Fotos zur Familie und auch für die Erlaubnis, die Fotos für zukünftige Ausstellungen verwenden zu dürfen. Von Helga Bujakowski aus der Bergstraße 46 (heute Karl-Marx-Straße 190) konnte man am meisten über die Mitglieder ihrer Familie erfahren, da sie die Verfolgung und Flucht über London nach New York mit ihrer Familie überlebte. Heute lebt sie, hoch betagt, mit ihrer Tochter und ihrem Sohn im Bundesstaat New York. Helga war eine echte Neuköllnerin. Ihr Vater, der Gynäkologe Hans Bujakowski hatte seine Praxis mitten in Neukölln. In unmittelbarer Nachbarschaft befand sich (und gibt es noch heute) das bekannte Musikhaus Bading, wo die Familie sich mit Noten für klassische Musik eindeckte. Helga besuchte die Agnes-Miegel-Schule (heute Albert-Schweitzer-Gymnasium), bis sie gezwungen wurde, die Schule wegen der von den Nazis erlassenen Rassegesetzen zu verlassen. Daraufhin besuchte sie die bekannte Goldschmidt-Schule. 1937 wurden auch in dieser Schule zur Dokumentation Inside Nazi Germany des Filmemachers Julien Bryan Filmsequenzen gedreht. Auch Helga ist darin zu sehen. Zudem war sie Schülerin des Stern‘schen Konservatoriums, später Private Jüdische Musikschule Hollaender. Helga studierte in den USA Klavier, heiratete ihren Lehrer, den Komponisten und Pianisten Philip James. |
|      | Dina Bujakowsky            | Weigandufer 30                    |  | 9. Sep. 2017  | Dina Bujakowsky, geb. Solotarewski war die Ehefrau von Kurt Bujakowsky aus Berlin-Neukölln. Sie stammte laut Aussage der Tante Helga Bujakowsky aus Newirgevro (heutige Ukraine). Sie floh gemeinsam mit ihrem Ehemann nach Wien und von dort aus 1938 weiter nach Paris, um den Nazis und der Verfolgung zu entkommen. Durch die Kollaboration der französischen Polizei wurden viele Juden an die deutsche Besatzung ausgeliefert. Darunter sie und auch ihr Ehemann Kurt und die 5-jährige Stephanie. 1942 wurde die Familie ab vom Sammellager Drancy aus in den Tod nach Auschwitz deportiert und dort 1942 ermordet. |
|      | Kurt Bujakowsky            | Weigandufer 30                    |  | 9. Sep. 2017  | Kurt Bujakowsky, Berliner Buchhändler und Mitarbeiter des Seemann-Verlages, floh mit seiner Frau Dina 1936 nach Wien, um der Verfolgung durch die Nazis zu entkommen. Nach dem sogenannten Anschluss Österreichs flüchtete die kleine Familie, nunmehr mit der in Wien geborenen Tochter Stephanie nach Paris. Durch die Kollaboration der französischen Polizei wurden viele Juden an die deutsche Besatzung ausgeliefert. Darunter auch Kurt, Dina und die 5-jährige Stephanie. 1942 wurde die Familie vom Sammellager Drancy aus in den Tod nach Auschwitz deportiert und dort 1942 ermordet. |
|      | Stephanie Bujakowsky       | Weigandufer 30                    |  | 9. Sep. 2017  | Stephanie Bujakowsky, fünf Jahre alt, wurde 1937 in Wien geboren, nachdem ihre Eltern, Kurt und Dina Bujakowskiy aus Berlin vor der Verfolgung flohen. 1938 flohen ihre Eltern weiter nach Paris. Von ihrem kurzen Leben gibt es wenige Fotos, die ihre Großtante Helga Bujakowsky aufbewahrte. Sie zeigen Stephanie auf dem Balkon in Paris, im Gespräch mit einem Passanten und einem Foto aus der Pariser Vorschule. Von der Vorschule aus wurde Stephanie von der kollaborierenden französischen Polizei „abgeholt“ und in das Sammellager Drancy gebracht. In der Dokumentation von Serge Klarsfeld: Endstation Auschwitz: die Deportation deutscher und österreichischer jüdischer Kinder aus Frankreich und in der Dokumentation von Claude Lanzmann: Shoah wird Stephanie erwähnt. |
|      | Elise Cohn                 | Karl-Marx-Straße 16               |  | 27. Okt. 2010 | Elise Cohn wurde am 15. April 1877 in Berlin als Elise Deiler geboren. Am 9. Mai 1910 heiratete sie in Berlin den Kaufmann Alfred Cohn (geboren am 8. Mai 1877 in Stolzenhagen), er starb im Alter von 65 Jahren am 11. Februar 1942 im Jüdischen Krankenhaus Berlin. Die Tochter des Ehepaares floh in die USA und überlebte den Holocaust. Der Sohn des Ehepaares, Günther Josef Cohn, floh nach Frankreich, wurde dort aber während der deutschen Besetzung Frankreichs aufgegriffen und über das Sammellager Drancy am 14. August 1942 nach Auschwitz deportiert, wo er ermordet wurde. Seine Mutter, Elise Cohn, wurde am 31. August 1942 mit dem 53. Alterstransport nach Theresienstadt deportiert. Am 16. Mai 1944 wurde sie nach Auschwitz verbracht, wo sie ermordet wurde. |
|      | Leo Cohn                   | Juliusstraße 39                   |  | Dez. 2006     | Leo Cohn wurde am 26. Januar 1890 in Ortelsburg geboren. In der heutigen Werbellinstraße (damals Ziethenstraße 57) besaß er eine Sackhandlung. Er zog im März 1942 als Untermieter der Familie Fiedler in die Juliusstraße 39, zu diesem Zeitpunkt musste er bereits Zwangsarbeit bei der Deutschen Reichsbahn am Schlesischen Bahnhof leisten. Er wurde am 10. Januar 1944 mit dem 99. Theresienstadttransport nach Theresienstadt deportiert, am 29. September 1944 wurde er nach Auschwitz verbracht, wo er ermordet wurde. Der Stolperstein wurde am 19. März 2007 feierlich eingeweiht. |
|      | Hedwig Croner              | Lenaustraße 21                    |  | 14. Nov. 2009 | Hedwig Croner wurde am 8. April 1869 in Berlin als Hedwig Salomon geboren. Sie wurde am 3. August 1942 um 5 Uhr morgens in einen Sonderwagen der Straßenbahn verladen und zum Anhalter Bahnhof gebracht, von wo aus der 35. Alterstransport nach Theresienstadt fuhr. Hedwig Croner wurde am 13. Januar 1943 ermordet. |
|      | Sara Deutschkron           | Flughafenstraße 24                |  | 27. März 2015 | |
|      | Simon Deutschkron          | Flughafenstraße 24                |  | 27. März 2015 | |
|      | Johannes Dombrowski        | Mareschstraße 14                  |  | 29. Nov. 2013 | Johannes Dombrowski wurde am 26. Dezember 1888 in Spengawsken (heute Szpęgawsk in Polen) geboren und war von Beruf Büroangestellter. Organisiert war er im Zentralverband der Angestellten (ZdA) und der Zentrumspartei. Am 13. September 1943 wurde er in seiner Wohnung wegen Wehrkraftzersetzung durch antimilitaristische Schriften verhaftet. Bereits ein Tag nach seiner Verurteilung am 4. Oktober 1943 wurde er am 5. Oktober 1943 im Strafgefängnis Plötzensee hingerichtet. Er soll ein Gedicht verbreitet haben, in dem sich kritisch über das NS-Regime geäußert wurde. |
|      | Arthur Drucker             | Flughafenstraße 41                |  | 14. Nov. 2009 | Arthur Drucker wurde am 30. Oktober 1910 in Obornik als fünftes Kind von Rosalie und Heimann Drucker geboren. Seit 1931 ist sein Wohnsitz in Berlin dokumentiert, zunächst in der Neuköllner Friedelstraße 57, später in der Flughafenstraße 41. Von dort wird Arthur Drucker zusammen mit seiner Mutter (sein Vater verstarb bereits 1935) am 4. März 1943 mit dem 34. Osttransport nach Auschwitz deportiert. Dort wird er vom 17. September bis 1. Oktober 1943 im Häftlingskrankenbuch als „krank“ geführt, am 18. Dezember 1943 ist sein Tod im Totenbuch des Lagers Monowitz eingetragen. |
|      | Felicia Drucker            | Donaustraße 11                    |  | 12. Sep. 2008 | geboren am 28. Juli 1881 in Warschau, deportiert am 15. August 1942 mit dem 18. Osttransport nach Riga, dort am 18. August 1942 ermordet. |
|      | Georg Isidor Drucker       | Herrfurthstraße 27                |  | 23. Sep. 2016 | |
|      | Rosalie Drucker            | Flughafenstraße 41                |  | 14. Nov. 2009 | Rosalie Drucker wurde am 18. Oktober 1873 in Obornik geboren. Am 31. August 1896 heiratete sie den fünfzehn Jahre älteren Spediteur Heimann Drucker. Fünf Kinder gingen aus dieser Ehe hervor, allesamt in Obornik geboren: Georg Isidor; Gertrud Ernestine; Hulda; Jäms Jakob und zuletzt am 30. Oktober 1910 Arthur. Spätestens seit 1931 wohnten Rosalie und Heimann Drucker zusammen mit Arthur in Berlin. Heimann Drucker verstarb 1935. Rosalie und Arthur Drucker werden am 4. März 1943 mit dem 34. Osttransport nach Auschwitz deportiert, Rosalie Drucker wird dort direkt nach der Ankunft und Selektion ermordet. |
|      | Jenny Dublin               | Karl-Marx-Straße 212              |  | 29. Nov. 2012 | |
|      | Bertha Ebstein             | Weichselstraße 28                 |  | 12. Sep. 2008 | Bertha Ebstein wurde am 23. März 1866 in Ostrowo als Bertha Skaller geboren. Sie wohnte zuletzt bei ihrem Sohn Curt Ebstein und seiner Familie. Am 4. Oktober 1942 verstarb Bertha Ebstein im Jüdischen Krankenhaus. |
|      | Curt Ebstein               | Weichselstraße 28                 |  | 12. Sep. 2008 | Curt Ebstein wurde am 17. April 1896 in Kreuzburg geboren. Der Syndikus bewohnte zusammen mit seiner Mutter Bertha Ebstein, seiner Ehefrau Erna Ebstein und den gemeinsamen Kindern Ilse, Ruth und Max eine Wohnung mit dreieinhalb Zimmern. Max Ebstein starb im Alter von vier Jahren an Tuberkulose. Nachdem Curt Ebstein bereits zur Zwangsarbeit herangezogen worden war, wurde er zusammen mit seiner Ehefrau und den verbliebenen zwei Kindern am 19. Februar 1943 mit dem 29. Osttransport nach Auschwitz deportiert und dort ermordet. |
|      | Erna Ebstein               | Weichselstraße 28                 |  | 12. Sep. 2008 | Erna Ebstein wurde am 16. Juli 1901 in Berlin geboren. Zusammen mit ihrem Ehemann Curt Ebstein hatte sie drei Kinder, von denen das jüngste, Max, im Alter von vier Jahren im Jüdischen Krankenhaus der Tuberkulose erlag. Erna Ebstein wurde zusammen mit ihrem Ehemann und den verbliebenen zwei Kindern am 19. Februar 1943 mit dem 29. Osttransport nach Auschwitz deportiert und dort ermordet. |
|      | Ilse Ebstein               | Weichselstraße 28                 |  | 12. Sep. 2008 | Ilse Ebstein wurde am 25. September 1933 in Berlin geboren. Sie wurde zusammen mit ihren Eltern und ihrer älteren Schwester Ruth am 19. Februar 1943 mit dem 29. Osttransport nach Auschwitz deportiert und dort ermordet. |
|      | Max Ebstein                | Weichselstraße 28                 |  | 12. Sep. 2008 | Max Ebstein wurde am 11. November 1937 in Berlin geboren. Er starb bereits im Alter von vier Jahren am 4. Juni 1942 an Tuberkulose und Herzschwäche im Jüdischen Krankenhaus. |
|      | Ruth Ebstein               | Weichselstraße 28                 |  | 12. Sep. 2008 | Ruth Ebstein wurde am 4. September 1930 in Berlin geboren. Sie wurde zusammen mit ihren Eltern und ihrer jüngeren Schwester Ilse am 19. Februar 1943 mit dem 29. Osttransport nach Auschwitz deportiert und dort ermordet. |
|      | Hilde Ehlen                | Oderstraße 52                     |  | 10. Apr. 2024 | |
|      | Walter Ehlen               | Oderstraße 52                     |  | 10. Apr. 2024 | |
|      | Max Fischel                | Hobrechtstraße 57                 |  | 14. Nov. 2009 | Max Fischel wurde am 29. März 1871 in Breslau geboren. Seit Oktober 1941 wohnte Max Fischel, der geschieden war, als Untermieter bei Gertrud Schlesinger. Seine Tochter Ilse wurde am 8. Januar 1903 in Berlin geboren. Max Fischel wurde am 23. September 1942 mit dem 65. Alterstransport nach Theresienstadt deportiert, wo er am 8. Dezember 1942 ermordet wurde. Das Haus in der Hobrechtstraße 57 könnte ein so genanntes Judenhaus gewesen sein, bis 1941 war Fanny Karvalz, die in Paris wohnte, als Besitzerin eingetragen, ab 1943 die Treuhandstelle Ost, Sonderabteilung Altreich. |
|      | Adolf Freundlich           | Emser Straße 90                   |  | 25. Sep. 2015 | |
|      | Erwin Freundlich           | Emser Straße 90                   |  | 25. Sep. 2015 | |
|      | Klara Freundlich           | Emser Straße 90                   |  | 25. Sep. 2015 | |
|      | Louis Freundlich           | Emser Straße 90                   |  | 25. Sep. 2015 | |
|      | Paul Fürst                 | Bruno-Bauer-Straße 17a            |  | 29. Nov. 2012 | Wilhelm Paul Mateus Fürst wurde am 14. April 1889 als Sohn von Mateus Uzarewicz und Ernstine Wilhelmine Pauline (geb. Wandrey) in Berlin geboren, bis 1912 trug die Familie den Namen Uzarewicz. Er hatte noch mehrere Geschwister, mindestens vier Schwestern und einen Bruder. Hauptberuflich war er Justiz-Angestellter und von 1920 bis zum Verbot 1933 Mitglied in der SPD, wo er ehrenamtlich in der Neuköllner Geschäftsstelle arbeitete. Später machte er sich mit einer Buchhandlung in der Gontardstraße 2 am Alexanderplatz in Berlin-Mitte selbständig. Er war Inhaber vom Neukultur- und Kosmos- Verlag und engagierte sich in der Liga für Menschenrechte. 1938 erhielt er Berufsverbot, weil er auch sozialistische Literatur verlegt und vertrieb. Im Dezember 1940 wurde seiner ganzer Bestand an Büchern beschlagnahmt, er selbst von der Gestapo in Schutzhaft genommen und wenige Tage später in das KZ Sachsenhausen eingeliefert. Ende Juni 1941 erhielt seine Mutter einen Totenschein, dass Paul Fürst am 6. Juni 1941 im Haftkrankenhaus des KZ Sachsenhausen an Kreislaufschwäche und doppelseitiger Lungenentzündung gestorben sei. Seine Schwester Klara Hedwig Viktoria starb am 18. Dezember 1944 und seine Mutter am 14. März 1947. |
|      | Kurt Gärtner               | Gretelstraße 10                   |  | 12. Sep. 2008 | Kurt Gärtner wurde am 26. Juni 1879 in Finsterwalde als Sohn eines Tuchmachers geboren. 1905 zog er auf der Suche nach Arbeit nach Berlin. Während des Ersten Weltkriegs wurde er Mitglied der USPD, 1919 wurde er Stadtverordneter von Neukölln. 1922 trat Gärtner wiederum in die SPD ein und war von 1925 bis 1933 Stadtverordneter von Berlin. Nach seiner ersten Verhaftung floh er in die Tschechoslowakei, kehrte jedoch 1937 nach Berlin zurück und wirkte im Widerstand. Kurt Gärtner wurde am 22. August 1944 verhaftet und ins KZ Sachsenhausen gebracht, dort wurde er am 15. Dezember 1944 ermordet. |
|      | Alice Geusch               | Geygerstraße 15                   |  | 16. Nov. 2015 | Alice Geusch wurde als Alice Davidsohn am 1. Januar 1890 in Treptow an der Tollense, heute Altentreptow, geboren. Die Familie Davidsohn besaß dort eine Manufaktur- und Modewarenhandlung. Wie in historischen Adressbüchern nachzuforschen war, zog Alice Geusch Anfang des 20. Jahrhunderts nach Neukölln, heiratete, verwitwete und bewohnte zuletzt eine Wohnung in der Geygerstraße 15. Obwohl Alice Geusch 1936 aus der jüdischen Gemeinde austrat, bewahrte dieser Schritt sie nicht vor der Verfolgung – laut Nachforschung musste sie dennoch nach der, den jüdischen Mitmenschen aufgezwungenen Rassenideologie der Nazis, ab 1942 zwangsweise wieder Mitglied der Reichsvereinigung der Juden in Deutschland sein. Am 12. März 1943 wurde sie im Alter von 53 Jahren deportiert nach Auschwitz deportiert und dort ermordet. |
|      | Daniel Glassmann           | Biebricher Straße 6               |  | 7. Juni 2013  | |
|      | Lucie Glassmann            | Biebricher Straße 6               |  | 7. Juni 2013  | |
|      | Rudi Goldschmidt           | Karl-Marx-Straße 16               |  | 27. Okt. 2010 | Rudi Goldschmidt wurde am 21. Januar 1909 in Berlin-Neukölln geboren. Er war ein Neffe von Gertrud und Max Mandel, für die in der Karl-Marx-Straße 56 ebenfalls Stolpersteine verlegt wurden. Auch Rudi Goldschmidts Vater überlebte den Holocaust nicht, er wurde bereits am 14. November 1941 aus seiner Wohnung in der Lenaustraße mit dem V. Transport nach Minsk deportiert. Rudi Goldschmidt wurde am 29. November 1942 mit dem 23. Osttransport nach Auschwitz deportiert, wo er am 22. Dezember 1942 ermordet wurde. |
|      | Flora Goldstein            | Maybachufer 8                     |  | 13. Sep. 2008 | Flora Goldstein wurde am 28. Februar 1877 in Schwerin geboren. Während ihrer Tochter Dorothea 1938 die Flucht in die USA gelang, wurden Flora Goldstein und ihr Ehemann Markus am 26. Februar 1943 mit dem 30. Osttransport nach Auschwitz deportiert, wo beide ermordet wurden. |
|      | Markus Goldstein           | Maybachufer 8                     |  | 13. Sep. 2008 | Markus Goldstein wurde am 4. August 1872 in Kobylagora geboren. Am Maybachufer hatte der Kürschner und Sattler sein Geschäft und seine Wohnung. Die Tochter Dorothea, die aus seiner Ehe mit Flora Goldstein hervorging, floh 1938 in die USA. Markus Goldstein und seine Ehefrau wurden jedoch am 26. Februar 1943 mit dem 30. Osttransport nach Auschwitz deportiert, wo beide ermordet wurden. |
|      | Herbert Gotthilf           | Fuldastraße 42                    |  | 22. März 2014 | |
|      | Anna-Maria Grylewicz       | Brusendorfer Straße 23            |  | 22. Juni 2021 | |
|      | Anton Grylewicz            | Brusendorfer Straße 23            |  | 22. Juni 2021 | |
|      | Helene Haase               | Karl-Marx-Straße 100              |  | 27. Okt. 2010 | Helene Haase wurde am 24. April 1888 in Wronke als Helene Schwarzbach geboren. Sie wurde am 26. September zusammen mit ihrem Ehemann Joseph Haase mit dem 20. Osttransport nach Raasiku deportiert, wo sie ermordet wurde. |
|      | Joseph Haase               | Karl-Marx-Straße 100              |  | 27. Okt. 2010 | Joseph Haase wurde am 11. August 1878 in Santomischel geboren. Er wurde am 26. September zusammen mit seiner Ehefrau Helene Haase mit dem 20. Osttransport nach Raasiku deportiert, wo er ermordet wurde. Vor seiner Deportation konnte er von seinen Ersparnissen noch 9.000 Reichsmark an die Jüdische Kultusvereinigung überweisen; Geld, das ansonsten die Finanzverwaltung eingezogen hätte. Auf dem Stolperstein ist sein Vorname Joseph falsch geschrieben. |
|      | Margarete Haase            | Karl-Marx-Straße 100              |  | 27. Okt. 2010 | Margarete Haase wurde am 18. Juni 1879 in Erfurt als Margarete Heynemann geboren. Sie war mit einem Bruder von Joseph Haase verheiratet gewesen und lebte bei ihrem Schwager und seiner Ehefrau zur Untermiete. Sie wurde am 1. März 1943 mit dem 31. Osttransport nach Auschwitz deportiert, wo sie ermordet wurde. |
|      | Luise Hartnack             | Lenaustraße 6                     |  | 8. Okt. 2011  | Luise Hartnack wurde am 1. Januar 1872 in Marbach am Neckar als Luise Bürkle geboren. Sie wurde am 2. August 1942 in Frankfurt am Main von der Gestapo wegen „Judenbegünstigung“ verhaftet, weil sie einen guten jüdischen Freund mit Lebensmitteln versorgte und versteckt hielt. Am 1. Oktober 1942 wurde sie im KZ Ravensbrück interniert, dort starb sie am 14. Dezember 1942 offiziell „an Herzschwäche“. |
|      | Arthur Hecht               | Steinbockstraße 23                |  | 10. Dez. 2007 | Arthur Denny Hecht wurde am 6. Mai 1883 in Kassel geboren und war christlich getauft worden. Er wurde im Ersten Weltkrieg als Soldat eingesetzt, später war der promovierte Jurist lange Jahre als Amtsgerichtsrat am Amtsgericht Neukölln tätig. Die Tochter Gerda wurde am 17. Januar 1914 geboren, 1935 reiste die Familie nach New York und Gerda blieb dort bei Verwandten. Arthur Hecht wurde zusammen mit seiner Ehefrau Lucie Hecht am 28. März 1942 mit dem XI. Transport in das Ghetto in Piaski deportiert, wo beide ermordet wurden. |
|      | Lucie Hecht                | Steinbockstraße 23                |  | 10. Dez. 2007 | Lucie (Tana) Hecht wurde am 16. Juni 1888 in Frankfurt am Main mit dem Mädchennamen Kayser geboren und war christlich getauft geworden. Die Tochter Gerda des Ehepaares Hecht wurde am 17. Januar 1914 geboren, 1935 reiste die Familie nach New York und Gerda blieb dort bei Verwandten. Lucie Hecht wurde zusammen mit ihrem Ehemann Arthur Hecht am 28. März 1942 mit dem XI. Transport in das Ghetto in Piaski deportiert, wo beide ermordet wurden. |
|      | Ernst Heilfron             | Friedelstraße 49                  |  | 7. Juni 2013  | |
|      | Gertrud Heilfron           | Friedelstraße 49                  |  | 7. Juni 2013  | |
|      | Ingeborg Heilfron          | Friedelstraße 49                  |  | 7. Juni 2013  | |
|      | Susanne Heilfron           | Friedelstraße 49                  |  | 7. Juni 2013  | |
|      | Reinhold Hermann           | Weserstraße 54                    |  | 12. Sep. 2008 | * 10. November 1885 in Berlin; † 29. April 1945 in Creußen |
|      | Hedwig Heymans             | Geygerstraße 8                    |  | 16. Nov. 2015 | Hedwig Heymans wurde am 16. Juni 1869 wie ihre Schwester Deborah (geb. am 22. November 1863) in Krefeld geboren und lebte Anfang des 20. Jahrhunderts in Berlin. Alten Unterlagen und Adressbüchern zufolge zuallererst im heutigen Rudow, später dann wohnte und arbeitete sie in der Adalbertstraße 7 in Kreuzberg als Konfektionärin für Damenmäntel. Im Mai 1939 gab sie zur Volkszählung als Adresse zur Untermiete die Kommandantenstraße 44 in Kreuzberg an. Mutmaßlich lebte sie dort mit ihrer Schwester Betty Heymans (gest. am 24. März 1942), später dann im Altersheim Schönhauser Allee 22, der Versorgungsanstalt von Moritz Manheimer. Hedwig Heymans Name tauchte dann wieder mit der Adresse Schönhauser Allee 22 in der Deportationsliste vom 17. August 1942 auf, dem sogenannten 1. Alterstransport nach Theresienstadt. Von dort wurde sie am 19. September 1942 in das Vernichtungslager Treblinka deportiert und wahrscheinlich sofort ermordet. Da die sogenannten Sammellager zum Transport in die Vernichtungslager keine zivile Adresse darstellen, wird der Stolperstein für Hedwig Heymans neben dem ihrer Schwester Deborah und der Nichte Edith liegen. Auf diesem Weg wird auch sie nicht vergessen. |
|      | Arthur Hillel              | Hobrechtstraße 57                 |  | 14. Nov. 2009 | Arthur Hillel wurde am 31. Juli 1888 in Berlin geboren. Der Kaufmann wohnte 1933 mit seiner Ehefrau Hildegard Hillel in der Anzengruberstraße 12, im Jahr 1936 wohnten die beiden in der Britzer Franz-Körner-Straße 81c. 1938 zog das Ehepaar als Untermieter in die Wohnung von Leonhard Krieg in der dritten Etage des Hauses in der Hobrechtstraße 57. Im Jahr 1942 mussten beide Zwangsarbeit leisten, Arthur Hiller im Borsigwalder Werk der Deutschen Waffen- und Munitionsfabrik. Am 15. August 1942 wurde das Ehepaar mit dem 18. Osttransport nach Riga deportiert, dort wurde Arthur Hiller am 18. August 1942 ermordet. Das Haus in der Hobrechtstraße 57 könnte ein so genanntes Judenhaus gewesen sein, bis 1941 war Fanny Karvalz, die in Paris wohnte, als Besitzerin eingetragen, ab 1943 die Treuhandstelle Ost, Sonderabteilung Altreich. |
|      | Hildegard Hillel           | Hobrechtstraße 57                 |  | 14. Nov. 2009 | Hildegard Hillel wurde am 6. November 1890 in Berlin als Hildegard Hohenstein geboren. Sie wohnte 1933 mit ihrem Ehemann Arthur Hillel in der Anzengruberstraße 12, im Jahr 1936 wohnten die beiden in der Britzer Franz-Körner-Straße 81c. 1938 zog das Ehepaar als Untermieter in die Wohnung von Leonhard Krieg in der dritten Etage des Hauses in der Hobrechtstraße 57. Im Jahr 1942 mussten beide Zwangsarbeit leisten, Hildegard Hiller bei der J. D. Riedel AG in Britz. Am 15. August 1942 wurde das Ehepaar mit dem 18. Osttransport nach Riga deportiert, dort wurde Arthur Hiller am 18. August 1942 ermordet. Das Haus in der Hobrechtstraße 57 könnte ein so genanntes Judenhaus gewesen sein, bis 1941 war Fanny Karvalz, die in Paris wohnte, als Besitzerin eingetragen, ab 1943 die Treuhandstelle Ost, Sonderabteilung Altreich. |
|      | Regina Hirschberg          | Karl-Marx-Straße 212              |  | 29. Nov. 2012 | |
|      | Lilo Esther Hirschweh      | Sonnenallee 174                   |  | 23. März 2021 | |
|      | Peter Hirschweh            | Sonnenallee 174                   |  | 23. März 2021 | |
|      | Dorothea Althof            | Hermannstraße 123                 |  | 7. Aug. 2014  | |
|      | Isak Holzer                | Weserstraße 53                    |  | 10. Mai 2019  | |
|      | Betty Itzig                | Karl-Marx-Straße 55               |  | 27. Okt. 2010 | Betty Itzig wurde am 20. Februar 1916 in Rogowo geboren. Sie wurde am 19. Februar 1943 – eine Woche vor ihren Eltern – mit dem 29. Osttransport nach Auschwitz deportiert, wo sie ermordet wurde. |
|      | Felicia Itzig              | Karl-Marx-Straße 55               |  | 27. Okt. 2010 | Felicia Itzig wurde am 1. März 1880 in Rogowo als Felicia Haase geboren. Sie wurde zusammen mit ihrem Ehemann Samuel Itzig am 26. Februar 1943 mit dem 30. Osttransport nach Auschwitz deportiert, wo sie ermordet wurde. Das Ehepaar Itzig hatte vier Kinder, von denen zwei – Betty und Rosa – ermordet wurden. Irmgard und Gilbert flohen 1933 nach Palästina und konnten so dem Holocaust entgehen. |
|      | Samuel Itzig               | Karl-Marx-Straße 55               |  | 27. Okt. 2010 | Samuel Itzig wurde am 9. September 1874 in Gonsawa geboren. Er wurde zusammen mit seiner Ehefrau Felicia Itzig am 26. Februar 1943 mit dem 30. Osttransport nach Auschwitz deportiert, wo er ermordet wurde. Das Ehepaar Itzig hatte vier Kinder, von denen zwei – Betty und Rosa – ermordet wurden. Irmgard und Gilbert flohen 1933 nach Palästina und konnten so dem Holocaust entgehen. |
|      | Klara Jacob                | Silbersteinstraße 97              |  | 14. Nov. 2009 | Klara Jacob wurde am 13. Juni 1901 in Berlin als Klara Schulze geboren. Sie wurde am 16. Januar 1939 auf eigenen Wunsch in die Heil- und Pflegeanstalt Herzberge aufgenommen, da sie unter Angstzuständen litt. Bereits 1938 hatte der Neuköllner Amtsarzt ihre Zwangssterilisation angeordnet, da sie an „angeborenem Schwachsinn“ leide. Klara Jacob war zu diesem Zeitpunkt bereits Mutter eines Sohns, ihre Tochter war als Kleinkind an Diphtherie verstorben. Der Beschluss des Amtsarztes wurde knapp zwei Jahre später umgesetzt: Klara Jacob wurde Ende April 1940 ins Rudolf-Virchow-Krankenhaus verlegt und am 8. Mai 1940 mittels Röntgenstrahlung unfruchtbar gemacht. Nach ihrer Verlegung zurück in die Heil- und Pflegeanstalt Herzberge am 20. Juni 1940 wurde Klara Jacob nur wenige Tage später in die Tötungsanstalt Brandenburg gebracht und dort am 12. Juli 1940 im Rahmen der Aktion T4 ermordet. Laut offizieller Sterbeurkunde starb Klara Jacob in Hartheim bei Linz an einer Nierenentzündung; diese Fälschung der Todesumstände war gängige Praxis während der Aktion T4, um Familienangehörige von Nachforschungen abzuhalten. Bei der Verlegung des Stolpersteins war auch der Urenkel von Klara Jacob anwesend. |
|      | Eveline Jacobowitz         | Anzengruberstraße 10              |  | 29. Nov. 2012 | |
|      | Ida Jacobowitz             | Anzengruberstraße 10              |  | 29. Nov. 2012 | |
|      | Johanna Jacobowitz         | Anzengruberstraße 10              |  | 29. Nov. 2012 | |
|      | Kurt Jacobowitz            | Anzengruberstraße 10              |  | 29. Nov. 2012 | |
|      | Salo Jacobowitz            | Anzengruberstraße 10              |  | 29. Nov. 2012 | |
|      | Frieda Jacobsohn           | Hobrechtstraße 22                 |  | 19. Sep. 2013 | |
|      | Gustav Jacobsohn           | Hobrechtstraße 22                 |  | 19. Sep. 2013 | |
|      | Else Jolles                | Sanderstraße 20                   |  | 14. Nov. 2009 | Else Jolles wurde am 4. Juni 1891 in Berlin als Else Adler geboren. Sie war die älteste Tochter von Max Adler, für den an derselben Adresse ein weiterer Stolperstein verlegt ist. Else Jolles war mit Richard Jolles (geb. am 17. Dezember 1892 in Erfurt; gest. am 17. Oktober 1934 in Berlin) verheiratet, der auf dem Jüdischen Friedhof Berlin-Weißensee beigesetzt wurde. Drei Jahre nach dem Tod ihres Ehemanns nahm Else Jolles ihren Vater bei sich auf. Etwa ein Jahr nach ihrem Vater wurde auch Else Jolles deportiert, am 10. September 1943 zunächst mit dem 61. Alterstransport nach Theresienstadt, von dort wurde sie am 23. Oktober 1944 nach Auschwitz verbracht, wo sie ermordet wurde. |
|      | Gerhard Jolles             | Sanderstraße 20                   |  | 14. Nov. 2009 | Gerhard Jolles wurde am 20. September 1928 in Berlin geboren. Er war der Adoptivsohn von Else Jolles, die genauen Umstände seiner Adoption sind nicht bekannt. Er wurde am 28. Juni 1943 mit dem 39. Osttransport nach Auschwitz deportiert, wo er ermordet wurde. |
|      | Abraham Kahan              | Hobrechtstraße 49                 |  | 18. Sep. 2020 | |
|      | Gert Kahan                 | Hobrechtstraße 49                 |  | 18. Sep. 2020 | |
|      | Wilma Kahan                | Hobrechtstraße 49                 |  | 18. Sep. 2020 | |
|      | Thekla Kallmann            | Karl-Marx-Straße 16               |  | 27. Okt. 2010 | Thekla Kallmann wurde am 19. März 1870 in Erichshagen als Thekla Goldschmidt geboren. Sie wurde am 3. August 1942 mit dem 35. Alterstransport nach Theresienstadt deportiert, wo sie am 13. April 1944 ermordet wurde. Es ist unklar, ob ein Verwandtschaftsverhältnis zu Rudi Goldschmidt bestand, für den an derselben Adresse ein weiterer Stolperstein verlegt ist. |
|      | Fanny Kamann               | Karl-Marx-Straße 16               |  | 27. Okt. 2010 | Fanny Kamann wurde am 24. Februar 1875 in Rösnitz als Fanny Ehrlich geboren. Sie war seit dem 26. Juli 1904 mit dem evangelisch getauften Georg Ernst Paul Kamann (geboren am 14. November 1877 in Berlin) in einer Mischehe verheiratet. Ihre beiden gemeinsamen Töchter, Rosa und Frieda, konnten so als Mischlinge der Deportation entgehen. Fanny Kamann musste ab September 1941 den Judenstern tragen, wurde am 4. Februar 1944 verhaftet und nach der Zusammenstellung im Sammellager Rosenstraße in Berlin-Mitte am 9. Februar 1944 mit dem 101. Alterstransport in das KZ Theresienstadt deportiert. Dort erlebte sie am 24. Februar 1945 ihren 70. Geburtstag und danach ihre Befreiung im Mai 1945. Während ihre Geschwister alle ermordet worden sind, wohnte sie 1950 nachweislich in Tempelhof und feierte ihren 75. Geburtstag. Fanny Kamann starb am 30. Juli 1968 in Berlin. |
|      | Hans Erich Kantorowsky     | Sonnenallee 68                    |  | 10. Juni 2014 | |
|      | Hugo Kapteina              | Weserstraße 54                    |  | 12. Sep. 2008 | * 23. Juni 1903 in Gelsenkirchen; † 20. April 1945 im Zuchthaus Brandenburg |
|      | Frieda Karger              | Hermannstraße 48                  |  | 14. Nov. 2009 | Frieda Karger wurde am 1. Juli 1891 in Berlin geboren. Zusammen mit ihrem Ehemann Martin Karger wurde sie am 3. März 1943 mit dem 33. Osttransport nach Auschwitz deportiert, dort wurde sie ermordet. |
|      | Martin Karger              | Hermannstraße 48                  |  | 14. Nov. 2009 | Martin Karger wurde am 1. Juni 1891 in Berlin geboren. Zusammen mit seiner Ehefrau Frieda Karger wurde er am 3. März 1943 mit dem 33. Osttransport nach Auschwitz deportiert, dort wurde er ermordet. |
|      | Frieda Kayser              | Hermannstraße 48                  |  | 14. Nov. 2009 | Frieda Kayser wurde am 18. Dezember 1898 in Altdamm als Frieda Tarnowski geboren. Zusammen mit ihrem Ehemann Samuel Kayser wurde sie am 3. März 1943 mit dem 33. Osttransport nach Auschwitz deportiert, dort wurde sie ermordet. |
|      | Samuel Kayser              | Hermannstraße 48                  |  | 14. Nov. 2009 | Samuel Kayser wurde am 17. August 1892 in New York geboren. Zusammen mit seiner Ehefrau Frieda Kayser wurde er am 3. März 1943 mit dem 33. Osttransport nach Auschwitz deportiert, dort wurde er ermordet. |
|      | Willy Kolbe                | Sonnenallee 137                   |  | 12. Sep. 2008 | Willy Kolbe wurde am 31. Oktober 1901 in Berlin geboren. Er absolvierte eine Lehre als Schlosser. Nach dem Abschluss seiner Lehre war das Mitglied des Deutschen Metallarbeiter-Verbandes lange Zeit arbeitslos, bis er schließlich 1934 bei der Firma Ludwig Loewe & Co. eine Anstellung fand. Der Sympathisant der KPD war dort zuletzt als Revisor beschäftigt. Er engagierte sich ab 1943 in einer Gruppe der Saefkow-Jacob-Bästlein-Organisation, die den Widerstand bei der Firma Loewe & Co. organisierte. Willy Kolbe wurde am 28. September 1944 verhaftet und im Strafgefängnis Berlin-Plötzensee interniert. Er wurde der Vorbereitung zum Hochverrat angeklagt und vom Volksgerichtshof zu drei Jahren Zuchthaus verurteilt. Am 22. Februar 1945 wurde er aus Plötzensee in das Außenlager Hausneindorf des Zuchthauses Halberstadt verlegt. Während des Evakuierungsmarsches am 21. April 1945 starb Willy Kolbe. |
|      | Flora Krieg                | Hobrechtstraße 57                 |  | 14. Nov. 2009 | Flora Krieg wurde am 2. März 1883 in Michelstadt als Flora Dreifuss geboren. Sie war in zweiter Ehe mit Leonhard Krieg verheiratet, ihr erster Ehemann Leopold Bohraus starb um 1931. Seit Juli 1938 wohnte das Ehepaar im Vorderhaus der Hobrechtstraße 57. Am 26. Oktober 1942 wurde das Ehepaar Krieg mit dem 22. Osttransport nach Riga deportiert. Diesem Transport war die sogenannte „Gemeindeaktion“ vorausgegangen, mit der die Anzahl der Mitarbeiter der Jüdischen Gemeinde zu Berlin um ein Drittel dezimiert werden sollte. Im Zuge dieser Deportation wurde von der Gestapo mit der Erschießung von Geiseln gedroht, da mehrere Personen erfolgreich der Deportation entgehen konnten. Flora Krieg wurde jedoch deportiert und am 29. Oktober 1942 im KZ Riga-Kaiserwald ermordet. Das Haus in der Hobrechtstraße 57 könnte ein so genanntes Judenhaus gewesen sein, bis 1941 war Fanny Karvalz, die in Paris wohnte, als Besitzerin eingetragen, ab 1943 die Treuhandstelle Ost, Sonderabteilung Altreich. |
|      | Leonhard Krieg             | Hobrechtstraße 57                 |  | 14. Nov. 2009 | Leonhard Krieg wurde am 17. April 1878 in Liegnitz geboren. Seit Juli 1938 wohnte er zusammen mit seiner Ehefrau Flora Krieg im Vorderhaus der Hobrechtstraße 57. Er arbeitete bei der jüdischen Kultusgemeinde, so dass er zusammen mit seiner Ehefrau im Rahmen der sogenannten „Gemeindeaktion“ deportiert wurde. Diese Deportation hatte zum Ziel, die Anzahl der Mitarbeiter der Jüdischen Gemeinde zu Berlin um ein Drittel zu dezimieren, hierbei wurde von der Gestapo mit der Erschießung von Geiseln gedroht, da mehrere Personen erfolgreich der Deportation entgehen konnten. Leonhard Krieg wurde jedoch zusammen mit seiner Ehefrau am 26. Oktober 1942 mit dem 22. Osttransport nach Riga deportiert, wo er am 29. Oktober 1942 ermordet wurde. |
|      | Horst Werner Kurt Kuss     | Richardstraße 49                  |  | 14. Nov. 2009 | Horst Werner Kurt Kuss wurde am 22. Juni 1932 in Berlin-Neukölln geboren. Seine Eltern, Karl Emil Kuss und Helene Kuss, geborene Ikker, stammten ursprünglich aus Lichtenberg, wo sie am 23. Oktober 1926 geheiratet hatten. Zusammen mit seinen Eltern und seinen beiden Geschwistern Heinz und Brigitte wohnte er in der Richardstraße 49. Bereits kurz nach seiner Geburt wurde Horst Kuss wegen einer Sepsis im Krankenhaus Neukölln vom 30. Juni bis zum 3. September 1932 behandelt. Er wurde am 2. April 1933 in der Magdalenenkirche getauft. Später wurde Horst Kuss in die Kinderklinik Reinickendorf aufgenommen, es folgten Verlegungen in die Heilanstalten in Berlin-Buch, die Wittenauer Heilstätten und schließlich in die Heil- und Pflegeanstalt Obrawalde. Von dort wurde er zurück in die Berliner Charité überwiesen, bevor er am 30. August 1944 ohne Benachrichtigung oder Einwilligung der Eltern wiederum nach Obrawalde verlegt wurde. Am 8. Dezember 1944 erhielten die Eltern von Horst Kuss ein Telegramm, in dem ihnen mitgeteilt wird, dass ihr Sohn am 5. Dezember 1944 an einer Lungenentzündung verstorben sei. |
|      | Hedwig Lasker              | Karl-Marx-Straße 55               |  | 27. Okt. 2010 | Hedwig Lasker wurde am 17. Februar 1877 in Dortmund (Dorstfeld) als Hedwig Grünwald geboren. Sie wurde am 29. November 1942 mit dem 23. Osttransport nach Auschwitz deportiert, wo sie ermordet wurde. |
|      | Max Lasker                 | Karl-Marx-Straße 55               |  | 27. Okt. 2010 | Max Lasker wurde am 16. März 1881 in Lessen (heute Łasin in Polen) geboren. Er wurde am 29. November 1942 mit dem 23. Osttransport nach Auschwitz deportiert, wo er ermordet wurde. |
|      | Alfred Lazarus             | Sanderstraße 14                   |  | 29. Nov. 2013 | |
|      | Ruth Lazarus               | Sanderstraße 14                   |  | 29. Nov. 2013 | |
|      | Dorothea Ledermann         | Karl-Marx-Straße 43               |  | 27. Okt. 2010 | Dorothea Ledermann wurde am 23. Februar 1902 in Berent als Dorothea Lindemann geboren. Sie war die Tochter von Fanny und Siegfried Lindemann, für die in der Karl-Marx-Straße 69 ebenfalls Stolpersteine verlegt sind. Dorothea Ledermann wurde zusammen mit ihrem Ehemann Martin am 2. März 1943 mit dem 32. Osttransport nach Auschwitz deportiert, wo sie ermordet wurde. |
|      | Martin Ledermann           | Karl-Marx-Straße 43               |  | 27. Okt. 2010 | Martin Ledermann wurde am 9. August 1884 in Grätz geboren. Er wurde zusammen mit seiner Ehefrau Dorothea am 2. März 1943 mit dem 32. Osttransport nach Auschwitz deportiert, wo er ermordet wurde. |
|      | Paul Leske                 | Kottbusser Damm 77                |  | 15. Nov. 2016 | |
|      | Elisabeth Lewin            | Karl-Marx-Straße 76               |  | 27. Okt. 2010 | Elisabeth Lewin wurde am 23. Februar 1887 in Granow (Brandenburg) als Elisabeth Glassmann geboren. Sie wurde zusammen mit ihrem Ehemann Julius Lewin am 14. November 1941 mit dem V. Transport nach Minsk deportiert, wo sie ermordet wurde. |
|      | Julius Lewin               | Karl-Marx-Straße 76               |  | 27. Okt. 2010 | Julius Lewin wurde am 26. Dezember 1877 in Prechlau geboren. Er wohnte zusammen mit seiner Frau Elisabeth zur Untermiete bei dem Ehepaar Löwenthal, er musste Zwangsarbeit im Spindlersfelder Werk der Schering AG leisten. Er wurde zusammen mit seiner Ehefrau Elisabeth Lewin am 14. November 1941 mit dem V. Transport nach Minsk deportiert, wo er ermordet wurde. |
|      | Selma Lewin                | Oderstraße 52                     |  | 29. Nov. 2012 | |
|      | Ernst Lewinsohn            | Wissmannstraße 12                 |  | 16. Nov. 2015 | |
|      | Willi Leyser               | Karl-Marx-Straße 58               |  | 27. Okt. 2010 | Willi Leyser wurde am 26. März 1865 in Berlin geboren. Er wurde am 22. Juli 1942 mit dem 27. Alterstransport nach Theresienstadt deportiert. Später wurde er ins Vernichtungslager Treblinka verbracht, wo er am 21. September 1942 ermordet wurde. |
|      | Georg Lichtenstein         | Maybachufer 8                     |  | 13. Sep. 2008 | Georg Lichtenstein wurde am 30. Juni 1890 in Marienburg geboren. Er wurde am 28. März 1942 mit dem XI. Transport nach Piaski deportiert, wo er ermordet wurde. |
|      | Fanny Lindemann            | Karl-Marx-Straße 69               |  | 27. Okt. 2010 | Fanny Lindemann wurde am 30. Oktober 1869 in Berent als Fanny Abrahamsohn geboren. Das Ehepaar Lindemann hatte drei Kinder, von denen nur Leo Lindemann (geb. 14. November 1897) überlebte. Kurt Lindemann (geb. 11. Januar 1901) wohnte in der Fuldastraße 2 und wurde am 8. Dezember 1944 in das KZ Sachsenhausen deportiert und ermordet. Dorothea Lindemann (geb. 21. Februar 1902, gesch. Krojanker, verh. Ledermann), für die in der Karl-Marx-Straße 43 ebenfalls ein Stolperstein verlegt ist, wurde am 2. März 1943 nach Auschwitz deportiert und ermordet. Fanny und Siegfried Lindemann wurden am 17. März 1943 mit dem 4. großen Alterstransport nach Theresienstadt deportiert, wo Fanny Lindemann am 30. Mai 1944 ermordet wurde. |
|      | Siegfried Lindemann        | Karl-Marx-Straße 69               |  | 27. Okt. 2010 | Siegfried Lindemann wurde am 4. Mai 1873 in Berent geboren. Er war gelernter Klempner und arbeitete bei der Metallwarenfabrik Emil Stein in der Alten Jakobstraße in Kreuzberg, wo er 1935 aus rassistischen Gründen entlassen wurde. Ab 1938 wurde er zur Zwangsarbeit bei der Firma Alfred Hanne herangezogen. Fanny und Siegfried Lindemann wurden am 17. März 1943 mit dem 4. großen Alterstransport nach Theresienstadt deportiert, wo Siegfried Lindemann am 3. April 1944 ermordet wurde. |
|      | Else Linke                 | Böhmische Straße 28a              |  | 19. Sep. 2013 | |
|      | Emil Linke                 | Böhmische Straße 28a              |  | 19. Sep. 2013 | [ 68 ] [ 69 ] [ 70 ] [ 71 ] |
|      | Johanna Linke              | Böhmische Straße 28a              |  | 19. Sep. 2013 | |
|      | Martin Linke               | Böhmische Straße 28a              |  | 19. Sep. 2013 | |
|      | Wolfgang Linke             | Böhmische Straße 28a              |  | 19. Sep. 2013 | |
|      | Regina Löder               | Donaustraße 115                   |  | 29. Nov. 2013 | |
|      | Gertrud Löwenstein         | Karl-Marx-Straße 16               |  | 27. Okt. 2010 | Gertrud Löwenstein wurde am 15. März 1881 in Artern geboren. Sie wurde am 6. März 1943 mit dem 35. Osttransport nach Auschwitz deportiert, wo sie verschollen ist. |
|      | Auguste Loewenthal         | Stuttgarter Straße 53             |  | 26. Apr. 2014 | Auguste Loewenthal wurde am 9. Juni 1877 in Halle an der Saale als Auguste Zipprich geboren. Im März 1944 wurde sie mit ihrem Mann Leonhard Loewenthal verhaftet und ins Gestapo-Berliner Sammellager Große Hamburger Straße gebracht. Da ihre Ehe als „Mischehe“ galt, wurden beide wieder freigelassen. Auguste Loewenthal hat überlebt. |
|      | Leonhard Loewenthal        | Stuttgarter Straße 53             |  | 26. Apr. 2014 | Leonhard Loewenthal wurde am 30. Juni 1871 in Brandenburg an der Havel geboren, am 11. Dezember 1945 starb er im Jüdischen Krankenhaus. |
|      | Frieda Löwenthal           | Karl-Marx-Straße 76               |  | 12. Sep. 2008 | Frieda Löwenthal wurde am 7. Juni 1882 in Pleschen als Frieda Henoch geboren. Sie wurde am 27. November 1941 zusammen mit ihrem Ehemann Jacob Löwenthal mit dem VII. Transport nach Riga deportiert und dort am 30. November 1941 ermordet. |
|      | Jacob Löwenthal            | Karl-Marx-Straße 76               |  | 12. Sep. 2008 | Jacob Löwenthal wurde am 10. Mai 1884 in Alexandria geboren. Er wurde am 27. November 1941 zusammen mit seiner Ehefrau Frieda Löwenthal mit dem VII. Transport nach Riga deportiert und dort am 30. November 1941 ermordet. |
|      | Felix Loewy                | Schierker Straße 26               |  | 18. Sep. 2020 | |
|      | Felicitas Luft             | Karl-Marx-Straße 16               |  | 15. Nov. 2016 | Felicitas Luft wurde am 24. April 1929 geboren. 1938 Kindertransport nach Holland und interniert im Durchgangslager Westerbork. Deportiert am 25. Februar 1944 nach Theresienstadt und später in das KZ Auschwitz. Dort nach der Befreiung am 28. Februar 1945 gestorben. |
|      | Simon Luft                 | Karl-Marx-Straße 16               |  | 15. Nov. 2016 | Simon Luft wurde am 22. Dezember 1898 in Radom (Polen) geboren. Deportiert am 14. November 1941 nach Minsk und später mit unbekannten Zeitpunkt und Ort ermordet. |
|      | Wolfgang Luft              | Karl-Marx-Straße 16               |  | 15. Nov. 2016 | Wolfgang Luft wurde am 25. Dezember 1934 geboren. 1938 Kindertransport nach Holland und interniert im Durchgangslager Westerbork. Deportiert am 25. Februar 1944 nach Theresienstadt und später in das KZ Auschwitz. Dort wurde er am 25. Oktober 1944 ermordet. |
|      | Gertrud Mandel             | Karl-Marx-Straße 56               |  | 27. Okt. 2010 | Gertrud Mandel wurde am 18. Januar 1883 in Berlin als Gertrud Wolff geboren. Sie wurde zusammen mit ihrem Ehemann Max Mandel am 14. November 1941 mit dem V. Transport nach Minsk deportiert, wo sie verschollen ist. |
|      | Max Mandel                 | Karl-Marx-Straße 56               |  | 27. Okt. 2010 | Max Mandel wurde am 27. Dezember 1882 in Czarnikau geboren. Er wurde zusammen mit seiner Ehefrau Gertrud Mandel am 14. November 1941 mit dem V. Transport nach Minsk deportiert, wo er verschollen ist. |
|      | Flora Mandelstamm          | Donaustraße 11                    |  | 12. Sep. 2008 | Flora Mandelstamm wurde am 3. Januar 1868 in Berlin als Flora Sonnabend geboren. Sie wurde am 3. August 1942 mit dem 35. Alterstransport nach Theresienstadt deportiert. Von dort wurde sie ins Vernichtungslager Treblinka verbracht, wo sie am 26. September 1942 ermordet wurde. |
|      | Gisela Mannaberg           | Donaustraße 12                    |  | 22. Mai 2025  | |
|      | Hans-Georg Mannaberg       | Donaustraße 12                    |  | 22. Mai 2025  | |
|      | Ralph Egon Marcus          | Karl-Marx-Straße 55               |  | 27. Okt. 2010 | Ralph Egon Marcus wurde am 5. September 1928 in Berlin geboren. Er wurde am 19. Februar 1943 mit dem 29. Osttransport nach Auschwitz deportiert, wo er ermordet wurde. |
|      | Adolf Mendelsohn           | Donaustraße 18                    |  | 19. Sep. 2013 | |
|      | Erna Mendelsohn            | Donaustraße 18                    |  | 19. Sep. 2013 | |
|      | Manfred Mendelsohn         | Donaustraße 18                    |  | 10. Dez. 2007 | Manfred Mendelsohn wurde am 27. April 1930 in Berlin geboren. Er wurde zusammen mit seinen Eltern Adolf Mendelsohn (* 1899) und Erna (* 1905 als Erna Schwersenz) am 14. November 1941 mit dem V. Transport nach Minsk deportiert. |
|      | Martha Meth                | Oderstraße 52                     |  | 29. Nov. 2012 | |
|      | Max Meth                   | Oderstraße 52                     |  | 29. Nov. 2012 | |
|      | Erna Meyer                 | Lichtenrader Straße 55            |  | 29. Nov. 2013 | |
|      | Lucie Meyer                | Maybachufer 8                     |  | 13. Sep. 2008 | Lucie Meyer wurde am 12. Mai 1910 in Berlin geboren. Am 15. August 1942 wurde sie mit dem 18. Osttransport nach Riga deportiert, wo sie am 18. August 1942 ermordet wurde. |
|      | Rosa Meyer                 | Maybachufer 8                     |  | 13. Sep. 2008 | Rosa Meyer wurde am 1. Januar 1873 in Güssing als Rosa Freund geboren. Sie wurde am 19. November 1942 mit dem 74. Alterstransport nach Theresienstadt deportiert. Dort wurde sie am 8. März 1943 ermordet. |
|      | Selma Meyer                | Maybachufer 8                     |  | 13. Sep. 2008 | Selma Meyer wurde am 8. April 1880 in Wongrowitz als Selma Gerson geboren. Am 15. August 1942 wurde sie mit dem 18. Osttransport nach Riga deportiert, wo sie am 18. August 1942 ermordet wurde. |
|      | Ursula Meyer               | Lichtenrader Straße 55            |  | 29. Nov. 2013 | |
|      | Lothar Michaelis           | Friedelstraße 7                   |  | 15. Nov. 2023 | |
|      | Paula Michaelis            | Friedelstraße 7                   |  | 15. Nov. 2023 | |
|      | Willy Michaelis            | Friedelstraße 7                   |  | 15. Nov. 2023 | |
|      | Rosa Morel                 | Hasenheide 68                     |  |               | |
|      | Edith Neumann              | Karl-Marx-Straße 169              |  | 27. Okt. 2010 | Edith Neumann wurde am 23. Februar 1938 in Berlin-Neukölln geboren. Die Fünfjährige wurde am 28. Juni 1943 ebenso wie ihre Eltern mit dem 39. Osttransport nach Auschwitz deportiert, wo die gesamte Familie ermordet wurde. |
|      | Hermann Neumann            | Karl-Marx-Straße 169              |  | 27. Okt. 2010 | Hermann Neumann wurde am 5. Dezember 1897 in Kulmsee geboren. Der Kaufmann hatte am 10. Juni 1937 im Rathaus Neukölln geheiratet. Zusammen mit seiner Ehefrau und seiner zu diesem Zeitpunkt fünf Jahre alten Tochter wurde er am 28. Juni 1943 mit dem 39. Osttransport nach Auschwitz deportiert, wo die gesamte Familie ermordet wurde. |
|      | Viktoria Neumann           | Karl-Marx-Straße 169              |  | 27. Okt. 2010 | Viktoria Neumann wurde am 7. Februar 1907 in Wien als Viktoria Sabatier geboren. Sie war von der Handwerkskammer Regensburg geprüfte Damenschneidermeisterin und Modistenmeisterin und hatte am 10. Juni 1937 im Rathaus Neukölln geheiratet. Sie war evangelisch getauft worden, konvertierte aber später zum Judentum. Zusammen mit ihrem Ehemann und ihrer zu diesem Zeitpunkt fünf Jahre alten Tochter wurde sie am 28. Juni 1943 mit dem 39. Osttransport nach Auschwitz deportiert, wo die gesamte Familie ermordet wurde. |
|      | Ella Pese                  | Bürknerstraße 16                  |  | 26. Nov. 2018 | |
|      | Hans Pese                  | Bürknerstraße 16                  |  | 26. Nov. 2018 | |
|      | Marianne Pese              | Bürknerstraße 16                  |  | 26. Nov. 2018 | |
|      | Erna Pese                  | Emser Straße 109                  |  | 15. Nov. 2016 | |
|      | Margot Pese                | Emser Straße 109                  |  | 15. Nov. 2016 | |
|      | Willy Pese                 | Emser Straße 109                  |  | 15. Nov. 2016 | |
|      | Käte F. Pestachowski       | Hobrechtstraße 57                 |  | 14. Nov. 2009 | Käte Pestachowski wurde am 6. Juli 1905 in Berlin geboren. Sie wohnte in der Plesser Straße 10 in Alt-Treptow, bevor sie in die Hobrechtstraße 57 zog. Sie musste bei der Firma Weber, einer Metallwarenfabrik in der Kiefholzstraße Zwangsarbeit leisten. Am 4. März 1943 wurde Käte F. Pestachowski mit dem 34. Osttransport nach Auschwitz deportiert, wo sie direkt nach der Selektion ermordet wurde. |
|      | Gustav Pintus              | Emser Straße 138                  |  | 23. Juni 2023 | |
|      | Carl Pohle                 | Silbersteinstraße 114             |  | 16. Nov. 2015 | Carl Pohle wurde am 8. Dezember 1889 in Berlin geboren. Er war gelernter Schuhmacher und mit seiner Frau Margarete zusammen hatte er zwei Töchter, Ruth und Lucie. Seit 1928 war er arbeitsunfähig und benötigte seit 1931 wegen einer rechtsseitigen Lähmung einen Rollstuhl. Bis 1931 gehörte er der Deutschnationalen Volkspartei an, deren stellvertretender Leiter er zeitweise in Neukölln war. Später gründete er 1934 die Gruppe der Bekennenden Kirche in Neubritz und war Vorsitzender des Bruderrates der Philipp-Melanchthon-Kirche in Neukölln. Bei der Verlobungsfeier einer seiner Töchter am 19. Februar 1943 kritisierte er die lange Verfolgung des Berliner Bekenntnispfarrers Martin Niemöller und machte direkt Adolf Hitler dafür verantwortlich. Angeblich soll er diesen dazu noch beleidigt und sich dazu bekannt haben, Feindsender zu hören. Kurz nach der Verlobung wurde er denunziert und angezeigt, wahrscheinlich durch den Verlobten seiner Tochter und seine Pflegerin. Die Verlobung selbst wurde nach 14 Tagen wieder aufgehoben. Am 9. März 1944 wurde gegen ihn Anklage vor dem Volksgerichtshof wegen Wehrkraftzersetzung erhoben. In der Hauptverhandlung am 17. April 1944 erhielt er die Todesstrafe und kam in das Zuchthaus Brandenburg-Görden. Dort wurde er am 5. Juni 1944 durch die Guillotine enthauptet. Seine Urne befindet sich bis heute auf dem Ehrenhain am Marienberg in Brandenburg an der Havel. |
|      | Elise Poser                | Kottbusser Damm 88                |  | 22. Juni 2021 | |
|      | Sofie Potzernheim          | Karl-Marx-Straße 93               |  | 27. Okt. 2010 | Sofie Potzernheim wurde am 9. Mai 1879 in Fürstenberg (Mecklenburg) geboren. Sie wurde zusammen mit ihrer Schwester Hedwig, die in der Landshuter Straße in Berlin-Schöneberg wohnte, am 15. August 1942 mit dem 18. Osttransport nach Riga deportiert, wo sie verschollen ist. |
|      | Heinrich Putziger          | Sanderstraße 20                   |  | 14. Nov. 2009 | Heinrich Putziger wurde am 1. Juli 1891 in Neuwedell geboren. Er wohnte zur Untermiete bei Familie Jolles. Seine letzte Arbeitsstelle war bei Siemens. Er wurde am 4. März 1943 mit dem 34. Osttransport nach Auschwitz deportiert, wo er ermordet wurde. |
|      | Elias Radsanowicz          | Nansenstraße 18                   |  | 12. Sep. 2008 | Elias Radsanowicz wurde am 29. Januar 1889 in Sirpick geboren. Er wurde am 2. März 1943 mit dem 32. Osttransport nach Auschwitz deportiert, wo er verschollen ist. |
|      | Walter Radüe               | Lenaustraße 21                    |  | 8. Okt. 2011  | Walter Radüe wurde am 20. Februar 1894 in Berlin geboren. Als Gegner der Nationalsozialisten wurde er verhaftet und ins KZ Sachsenhausen verschleppt, wo er schließlich am 27. September 1942 den Haftbedingungen erlag. |
|      | Margarete Rauchbach        | Lichtenrader Straße 55            |  | 29. Nov. 2013 | |
|      | Klara Raucher              | Hermannstraße 46                  |  | 2006          | Klara Raucher wurde am 24. März 1904 in Butschatsch geboren. Sie wurde am 6. März 1943 mit dem 35. Osttransport nach Auschwitz deportiert, dort wurde sie ermordet. |
|      | Helene Rawicz              | Hobrechtstraße 46                 |  | 30. Aug. 2023 | |
|      | Israel Rawicz              | Hobrechtstraße 46                 |  | 30. Aug. 2023 | |
|      | Lieselotte Rawicz          | Hobrechtstraße 46                 |  | 30. Aug. 2023 | |
|      | Louis Rawicz               | Hobrechtstraße 46                 |  | 30. Aug. 2023 | |
|      | Friedrich Rehmer           | Harzer Straße 33                  |  | 8. Sep. 2022  | Der Neuköllner Friedrich Rehmer gehörte dem Widerstandszirkel um den Psychoanalytiker John Rittmeister an. Der Kreis bestand aus mehrheitlich jungen Frauen und Männer, die aus unterschiedlichen Gründen gegen die Nazi-Herrschaft aktiv geworden waren. Sie hörten ausländische Sender, diskutierten antifaschistische Schriften und riefen mit Flugblättern zum Sturz der Nazi-Herrschaft auf. Rehmer, der als Soldat Kriegsverbrechen der Wehrmacht an der sowjetischen Bevölkerung erlebt hatte und mit einer schweren Kriegsverletzung im Reservelazarett in Berlin-Britz lag, nahm mit anderen Mitgliedern des Rittmeister-Kreises an der Klebezettel-Aktion gegen die antibolschewistische Propagandaausstellung „Das Sowjetparadies“ am 18. Mai 1942 teil. Der Kontakt der Gruppe mit dem Widerstandskämpfer Harro Schulze-Boysen wurde den Mitgliedern des Rittmeister-Zirkels zum Verhängnis. Als durch einen Fehler des sowjetischen Geheimdienstes Schulze-Boysen, Arvid und Mildred Harnack sowie weitere Widerstandskämpfer des Widerstandsnetzwerkes „Rote Kapelle“ von der Gestapo verhaftet wurden, wurde auch die Rittmeister-Gruppe aufgerollt. Am 18. Januar 1943 verurteilte das Reichskriegsgericht Friedrich Rehmer wegen Vorbereitung zum Hochverrat und Kriegsverrat zum Tode. Im selben Prozess wurde auch seine Verlobte, die im siebten Monat schwangere Liane Berkowitz, zum Tode verurteilt. Rehmer wurde am 13. Mai 1943 in der Hinrichtungsstätte Berlin-Plötzensee mit dem Fallbeil ermordet. Er wurde 21 Jahre alt. Der Besuch seiner am 12. April im Frauengefängnis Barnimstraße geborenen Tochter Irina wurde ihm verweigert. Das Kind starb am 16. Oktober 1943 im Krankenhaus Eberswalde, vermutlich aufgrund von Unterernährung und mangelnder medizinischer Versorgung. Das Urteil gegen Friedrich Rehmer wurde erst 2009 zum Unrechtsurteil erklärt und er zusammen mit allen Angehörigen des Widerstandsverbundes „Rote Kapelle“ rehabilitiert. Der Stolperstein wurde von der Anwohner*inneninitiative „Hufeisern gegen Rechts“ initiiert und finanziert. |
|      | Betty Reichl               | Lenaustraße 21                    |  | 14. Nov. 2009 | Betty Reichl wurde am 17. Januar 1878 in Karlsbad geboren. Sie wurde am 14. Dezember 1942 mit dem 25. Osttransport nach Auschwitz deportiert, wo sie ermordet wurde. |
|      | Berta Reichmann            | Sonnenallee 174                   |  | 23. März 2021 | |
|      | Gertrud Rosenblatt         | Karl-Marx-Straße 212              |  | 29. Nov. 2012 | |
|      | Kurt Max Schaefer          | Juliusstraße 39                   |  | Dez. 2006     | Kurt Max Schaefer wurde am 24. Januar 1922 in Berlin geboren. Er wurde zusammen mit seinen Eltern Margot und Richard am 19. Januar 1942 mit dem IX. Transport nach Riga deportiert, wo er ermordet wurde. Der Stolperstein wurde am 19. März 2007 feierlich eingeweiht. |
|      | Margot Schaefer            | Juliusstraße 39                   |  | Dez. 2006     | Margot Schaefer wurde am 7. Oktober 1894 in Dresden geboren. Sie wurde zusammen mit ihrem Ehemann Richard und ihrem gemeinsamen Sohn Kurt Max am 19. Januar 1942 mit dem IX. Transport nach Riga deportiert, wo sie ermordet wurde. |
|      | Richard Schaefer           | Juliusstraße 39                   |  | Dez. 2006     | Richard Schaefer wurde am 10. November 1881 in Gleiwitz geboren. Er wurde zusammen mit seiner Ehefrau Margot und ihrem gemeinsamen Sohn Kurt Max am 19. Januar 1942 mit dem IX. Transport nach Riga deportiert, wo er ermordet wurde. Der Stolperstein wurde am 19. März 2007 feierlich eingeweiht. |
|      | Ella Schäffer              | Hobrechtstraße 57                 |  | 14. Nov. 2009 | Ella Schäffer wurde am 29. März 1878 in Berlin als Ella Schreyer geboren. Sie wohnte zusammen mit ihrer Tochter Johanna Schäffer im Vorderhaus der Hobrechtstraße 57 in der ersten Etage. Vorher lebten beide in der Wassertorstraße 34 in Kreuzberg. Am 12. März 1943, 10 Tage nach ihrer Tochter, wurde Ella Schäffer mit dem 36. Osttransport nach Auschwitz deportiert, wo sie ermordet wurde. Das Haus in der Hobrechtstraße 57 könnte ein so genanntes Judenhaus gewesen sein, bis 1941 war Fanny Karvalz, die in Paris wohnte, als Besitzerin eingetragen, ab 1943 die Treuhandstelle Ost, Sonderabteilung Altreich. |
|      | Johanna Schäffer           | Hobrechtstraße 57                 |  | 14. Nov. 2009 | Johanna Schäffer wurde am 6. November 1902 in Berlin geboren. Sie wohnte zusammen mit ihrer Mutter Ella Schäffer im Vorderhaus der Hobrechtstraße 57 in der ersten Etage. Vorher lebten beide in der Wassertorstraße 34 in Kreuzberg. Johanna Schäffer wurde am 2. März 1943 mit dem 32. Osttransport nach Auschwitz deportiert, wo sie ermordet wurde. Das Haus in der Hobrechtstraße 57 könnte ein so genanntes Judenhaus gewesen sein, bis 1941 war Fanny Karvalz, die in Paris wohnte, als Besitzerin eingetragen, ab 1943 die Treuhandstelle Ost, Sonderabteilung Altreich. |
|      | Irene Schiftan             | Hobrechtstraße 57                 |  | 14. Nov. 2009 | Irene Schiftan wurde am 27. Juni 1922 in Berlin geboren. Sie wohnte in der Zeit vom 8. Oktober 1942 bis Februar 1943 bei den Schäffers in der Hobrechtstraße 57 zur Untermiete. sie wurde zur Zwangsarbeit bei der Metallwarenfabrik Ehrich & Graetz in der Elsenstraße in Alt-Treptow herangezogen. Nach dem Februar 1943 lebte sie im Untergrund, bevor sie am 4. August 1943 mit dem 40. Osttransport nach Auschwitz deportiert wurde. Nach der Ankunft in Auschwitz am 5. August 1943 wurde Irene Schiftan ermordet. Das Haus in der Hobrechtstraße 57 könnte ein so genanntes Judenhaus gewesen sein, bis 1941 war Fanny Karvalz, die in Paris wohnte, als Besitzerin eingetragen, ab 1943 die Treuhandstelle Ost, Sonderabteilung Altreich. |
|      | Marie Schlesinger          | Hobrechtstraße 57                 |  | 14. Nov. 2009 | Marie Schlesinger wurde am 27. Februar 1864 in Broslawitz als Marie Schweitzer geboren. Ihr Mann Wilhelm Schlesinger (geb. am 24. November 1862 in Berlin) verstarb im Alter von 79 Jahren am 24. Januar 1942. Marie Schlesinger wohnte als Witwe in derselben Wohnung, in der auch der Witwer Max Fischel zur Untermiete wohnte. Sie wurde am 29. Oktober 1942 mit dem 69. Alterstransport nach Theresienstadt deportiert, wo sie am 16. Januar 1944 ermordet wurde. Das Haus in der Hobrechtstraße 57 könnte ein so genanntes Judenhaus gewesen sein, bis 1941 war Fanny Karvalz, die in Paris wohnte, als Besitzerin eingetragen, ab 1943 die Treuhandstelle Ost, Sonderabteilung Altreich. |
|      | Meta Schlesinger           | Karl-Marx-Straße 118              |  | 27. Okt. 2010 | Meta Schlesinger wurde am 9. Februar 1880 in Schrimm als Meta Adam geboren. Die Witwe wohnte zur Untermiete beim Ehepaar Weißbart. Sie hatte drei Kinder, die alle ins Ausland fliehen konnten. Die älteste Tochter Ruth floh nach Frankreich, die beiden jüngeren Geschwister Margot und Gerhard nach Großbritannien. Meta Schlesinger wurde am 5. September 1942 mit dem 19. Osttransport nach Riga deportiert, wo sie am 8. September 1942 ermordet wurde. |
|      | Walter Schulz              | Donaustraße 114                   |  | 22. Juni 2021 | |
|      | Willy Schwarz              | Weserstraße 85                    |  | 23. März 2021 | |
|      | Adolf Schwersenz           | Donaustraße 18                    |  | 19. Sep. 2013 | |
|      | Martha Schwersenz          | Donaustraße 18                    |  | 19. Sep. 2013 | |
|      | John Sieg                  | Jonasstraße 5a                    |  | 8. Okt. 2011  | * 3. Februar 1903 in Detroit; † 15. Oktober 1942 in Berlin Der Stolperstein wurde auf Initiative der Berliner Eisenbahn- und Verkehrsgewerkschaft (EVG) verlegt. |
|      | Ella Simon                 | Flughafenstraße 24                |  | 27. März 2015 | |
|      | Senni Jenny Singer         | Finowstraße 27                    |  | 27. März 2015 | Senni Singer wurde am 11. November 1865 in Kobylin geboren. Während des Krieges wurde sie am 17. August 1942 im Transport I/46 Zug Da 502 von Berlin nach Theresienstadt (Tschechoslowakei) deportiert. Dort kam sie am 7. September 1942 zu Tode. |
|      | Alfred Smedresman          | Schillerpromenade 23              |  | 25. Juni 2023 | |
|      | Bernhard Smedresman (1899) | Schillerpromenade 23              |  | 25. Juni 2023 | |
|      | Bernhard Smedresman        | Schillerpromenade 23              |  | 25. Juni 2023 | |
|      | Hans Smedresman            | Schillerpromenade 23              |  | 25. Juni 2023 | |
|      | Luise Cäcilia Smedresman   | Schillerpromenade 23              |  | 25. Juni 2023 | |
|      | Ruth Smedresman            | Schillerpromenade 23              |  | 25. Juni 2023 | |
|      | Franziska Smolen           | Warthestraße 69                   |  | 14. Nov. 2009 | Franziska Smolen wurde am 15. August 1884 in Wien als Franziska Kohn geboren, ihre Mutter war die ledige Lotti Kuhn. Zwar deutet die Angabe eines Mädchennamens darauf hin, dass sie verheiratet war, in der Deportationsliste wurde sie jedoch als ledig erfasst. Sie hatte am 6. November 1911 den aus Berlin stammenden Artur Wendelin Johann Smolen (* 20. Oktober 1884) geheiratet und wohnte zu dieser Zeit in der Lynarstraße 3. Ihr Mann ist mit nur 31 Jahren am 3. Juli 1916 im 1. Weltkrieg als Soldat in Dannevoux bei der Schlacht um Verdun an seinen Verwundungen (Rücken- und Bauchschuss) gestorben. Franziska Smolen wurde am 14. Dezember 1942 aus ihrer Wohnung im 3. Stock des Seitenflügels des Gebäudes an der Warthestraße 69 deportiert. Ziel des 25. Osttransports war das KZ Auschwitz, wo Franziska Smolen mit unbekanntem Todesdatum ermordet wurde. |
|      | David Spott                | Karl-Marx-Straße 36               |  | 27. Okt. 2010 | David Spott wurde am 11. September 1883 in Kempen geboren. Er wurde am 26. September 1942 mit dem 20. Osttransport nach Raasiku deportiert, wo er ermordet wurde. |
|      | Oswald Richard Springer    | Karl-Marx-Straße 210              |  | 16. Okt. 2024 | |
|      | Vera Springer              | Karl-Marx-Straße 210              |  | 16. Okt. 2024 | |
|      | Gertrud Tikotin            | Sanderstraße 28                   |  | 14. Nov. 2009 | Gertrud Tikotin wurde am 27. Juni 1876 in Glogau als Gertrud Samuel geboren. Sie heiratete 1908 Aron Tikotin, einen Kaufmann und Buchhalter, der stellvertretender Direktor bei der Firma Orenstein & Koppel war. Gertrud Tikotin war seine zweite Frau, sein Sohn Felix aus erster Ehe starb 1928 an Tuberkulose. Die Tochter aus der Ehe mit Gertrud Tikotin, Eva, floh 1938 nach London. 1940 stirbt Aron Tikotin, Gertrud Tikotin muss Zwangsarbeit im Presswerk Krone verrichten. Im Zuge der „Fabrikaktion“ wird sie verhaftet und am 1. März 1943 mit dem 31. Osttransport nach Auschwitz deportiert, wo sie ermordet wurde. |
|      | Erwin Volkmar              | Karl-Marx-Straße Ecke Jonasstraße |  | 16. Nov. 2015 | |
|      | Grete Walter               | Fuldastraße 12                    |  | 14. Nov. 2009 | geboren am 22. Februar 1913 in Berlin; Arbeiterin; am 21. Oktober 1935 Flucht in den Tod im Gestapogebäude Prinz-Albrecht-Straße in Berlin |
|      | Georg Weigert              | Weichselstraße 28                 |  | 12. Sep. 2008 | Georg Weigert wurde am 29. Oktober 1890 in Georgenberg (heute Miasteczko Śląskie in Polen) geboren. Während des Ersten Weltkriegs wurde ihm das Verwundetenabzeichen verliehen. Er wohnte spätestens seit 1942 zur Untermiete in einem teilmöblierten Zimmer bei der Familie Ebstein, für deren Familienmitglieder ebenfalls Stolpersteine verlegt sind. Georg Weigert wurde am 17. März 1943 mit dem 4. großen Alterstransport nach Theresienstadt deportiert und dort am 10. April 1944 ermordet. |
|      | Isidor Weißbart            | Karl-Marx-Straße 118              |  | 27. Okt. 2010 | Isidor Weißbart wurde am 25. Februar 1870 in Kempen geboren. Er wurde zeitgleich mit seiner Ehefrau Karoline am 31. August 1942 mit dem 53. Alterstransport nach Theresienstadt deportiert, wo er am 30. September 1942 ermordet wurde. |
|      | Karoline Weißbart          | Karl-Marx-Straße 118              |  | 27. Okt. 2010 | Karoline Weißbart wurde am 20. März 1869 in Bochum als Karoline Meyer geboren. Sie wurde zeitgleich mit ihrem Ehemann Isidor am 31. August 1942 mit dem 53. Alterstransport nach Theresienstadt deportiert, wo sie am 22. September 1942 ermordet wurde. |
|      | Arthur Wiener              | Herrfurthstraße 5                 |  | 14. Nov. 2009 | Arthur Wiener wurde am 10. März 1862 in Hohenlohehütte (heute Wełnowiec in Polen) geboren. Seit 1909 lebte er mit seiner Ehefrau Pauline Wiener in der Herrfurthstraße 5. Die beiden Söhne des Ehepaars Wiener, die auf Seiten des Deutschen Reichs kämpften, fielen im Ersten Weltkrieg. Am 31. August 1942 wurde das Ehepaar Wiener mit dem 53. Alterstransport nach Theresienstadt deportiert. Arthur Wiener wird dort am 19. September 1942 ermordet. |
|      | Deborah Wiener             | Geygerstraße 8                    |  | 16. Nov. 2015 | Deborah Wiener, geborene Heymans aus Krefeld (geb. am 22. November 1863), gehörte zu den ersten Bewohnern der damals gerade errichteten Häuser in der Geygerstraße 8. Aus Zeitläufen in alten Berliner Adressbüchern kann man ersehen, dass der Kaufmann H. Wiener scheinbar kurz nach dem Umzug verstarb und Deborah Wiener als Familienvorstand mit ihrer Tochter Edith zurückblieb. Im Jahr 1939 flüchteten Deborah und Edith Wiener nach Amsterdam, um sich zu retten. 1941 kam es in Amsterdam im Februarstreik zu heftigen Protesten gegen die deutsche Besatzungsmacht. Unmittelbar danach wurden viele jüdische Bürger, insbesondere geflüchtete Juden aus Deutschland und Österreich, verhaftet und im Durchgangslager Westerbork interniert. Von hier aus wurde Deborah Wiener 1941 nach Theresienstadt deportiert und 1943 in Auschwitz ermordet, sie wurde mit dem Datum 26. Januar 1943 für tot erklärt. |
|      | Edith Wiener               | Geygerstraße 8                    |  | 16. Nov. 2015 | Edith Wiener, geboren am 29. April 1906 in Berlin, lebte bis zur Flucht nach Amsterdam mit ihrer Mutter in der Geygerstraße 8 in Berlin-Neukölln. Wie auch ihre Mutter, wurde Edith im Februar 1941 von der deutschen Besatzungsmacht im Durchgangslager Westerbork interniert und von dort aus in das Todeslager Auschwitz-Monowitz deportiert. Monowitz gehörte zum Gelände der Buna-Werke der I.G. Farben. Edith Wiener wurde dort im Alter von 36 Jahren ermordet und mit dem Datum 11. Dezember 1942 für tot erklärt. |
|      | Pauline Wiener             | Herrfurthstraße 5                 |  | 14. Nov. 2009 | Pauline Wiener wurde am 4. Mai 1858 in Sangerhausen als Pauline Cohn geboren. Seit 1909 lebte sie mit ihrem Ehemann Arthur Wiener in der Herrfurthstraße 5. Die beiden Söhne des Ehepaars Wiener, die auf Seiten des Deutschen Reichs kämpften, fielen im Ersten Weltkrieg. Am 31. August 1942 wurde das Ehepaar Wiener mit dem 53. Alterstransport nach Theresienstadt deportiert. Pauline Wiener wird dort am 2. November 1942 ermordet. |
|      | Hedwig Wittkowski          | Hobrechtstraße 57                 |  | 14. Nov. 2009 | Hedwig Wittkowski wurde am 11. Oktober 1893 in Mohrungen geboren. Sie wurde am 1. März 1943 mit dem 31. Osttransport nach Auschwitz deportiert, wo sie ermordet wurde. Das Haus in der Hobrechtstraße 57 könnte ein so genanntes Judenhaus gewesen sein, bis 1941 war Fanny Karvalz, die in Paris wohnte, als Besitzerin eingetragen, ab 1943 die Treuhandstelle Ost, Sonderabteilung Altreich. |
|      | Ernst Wolf                 | Karl-Marx-Straße 175              |  | 27. Okt. 2010 | Ernst Wolf wurde am 31. Oktober 1897 in Dortmund geboren. Ernst Wolf wurde zusammen mit seinem Vater, Hermann Wolf, am 14. November 1941 mit dem V. Transport nach Minsk deportiert, wo er ermordet wurde. |
|      | Hermann Wolf               | Karl-Marx-Straße 175              |  | 27. Okt. 2010 | Hermann Wolf wurde am 21. Mai 1870 in Wickede geboren. Er wurde zusammen mit Ernst Wolf, dem älteren seiner beiden Söhne, am 14. November 1941 mit dem V. Transport nach Minsk deportiert, wo er ermordet wurde. |
|      | Paul Wolf                  | Karl-Marx-Straße 175              |  | 27. Okt. 2010 | Paul Wolf wurde am 21. Mai 1899 in Hostedde, heute Dortmund, geboren. Nachdem bereits im März 1941 sein Vater und sein älterer Bruder verschleppt wurden, wurde Paul Wolf am 29. Januar 1943 mit dem 27. Osttransport nach Auschwitz deportiert, wo er ermordet wurde. |
|      | Emil Wolff                 | Sanderstraße 23                   |  | 15. Nov. 2016 | |
|      | Hedwig Wolff               | Sanderstraße 23                   |  | 15. Nov. 2016 | |
|      | Fritz Wolff                | Jonasstraße 4                     |  | 17. Sep. 2008 | Der Iranist Fritz Wolff wurde am 11. November 1880 in Berlin geboren. Er wohnte zusammen mit seiner Ehefrau Margarete Wolff seit 1933 in der Jonasstraße 4. Nachdem einen Tag zuvor sämtlicher Besitz des Ehepaares Wolff beschlagnahmt worden war, wurden beide am 12. März 1943 mit dem 36. Osttransport nach Auschwitz deportiert, wo sie verschollen sind. |
|      | Margarete Wolff            | Jonasstraße 4                     |  | 17. Sep. 2008 | Margarete Wolff wurde am 18. September 1900 in Wuppertal geboren. Seit 1933 wohnte sie zusammen mit ihrem Ehemann Fritz Wolff in der Jonasstraße 4, von wo aus beide am 12. März 1943 mit dem 36. Osttransport nach Auschwitz deportiert wurden. Dort sind sie verschollen. |
|      | Hanna Zadek                | Schierker Straße 5                |  | 14. Nov. 2009 | |
|      | Hulda Zadek                | Schierker Straße 5                |  | 14. Nov. 2009 | |
|      | Ruth Zadek                 | Schierker Straße 5                |  | 14. Nov. 2009 | |
|      | Siegfried Zadek            | Schierker Straße 5                |  | 14. Nov. 2009 | |
|      | Klara Zimmer               | Karl-Marx-Straße 26               |  | 27. Okt. 2010 | Klara Zimmer wurde am 9. Januar 1876 in Köln als Klara Bettmann geboren. Seit 1936 wohnte sie im 2. Quergebäude des Hauses Karl-Marx-Straße 26, bis sie am 10. Januar 1944 mit dem 99. Alterstransport nach Theresienstadt deportiert wurde. Klara Zimmer überlebte den Holocaust. |
|      | Arthur Zwirn               | Karl-Marx-Straße 112              |  | 27. Okt. 2010 | Arthur Zwirn wurde am 28. Dezember 1882 in Obornik geboren. Er lebte getrennt von seiner geschiedenen Ehefrau Martha Zwirn, geb. Cohn, die mit dem gemeinsamen Sohn Hermann und dessen Ehefrau Ruth in der Innstraße 37 wohnte. Bis er aus seinem gelernten Beruf verdrängt wurde, hatte der Rechtsanwalt und Notar oft im Amtsgericht Neukölln zu tun. Trotz Unterstützung seiner zwei in den USA lebenden Schwestern gelang Arthur Zwirn die Flucht nicht. Er wurde am 4. März 1943 mit dem 34. Osttransport nach Auschwitz deportiert, wo er verschollen ist. |